# Benedict dos Santos
Benedict dos Santos (* 2. Mai 1998 in Wertheim) ist ein deutscher Fußballspieler.
In der Jugend spielte Benedict dos Santos für die Spvgg Mössingen, bevor er zum SSV Reutlingen 05 wechselte. 2011 schloss er sich dem VfB Stuttgart an.
Benedict dos Santos gab mit der zweiten Mannschaft des VfB Stuttgart am 7. Mai 2016 in der 3. Liga am 37. Spieltag der Saison 2015/16 gegen den 1. FC Magdeburg sein Profidebüt.
Zur Saison 2019/20 wechselte dos Santos nach dem Abstieg Stuttgarts aus der Regionalliga zum Drittligaaufsteiger SV Waldhof Mannheim und erhielt dort einen Zweijahresvertrag. Mit seinem Einsatz beim Spiel des Chemnitzer FC gegen Waldhof Mannheim kehrte dos Santos am 21. Juli 2019 in die Profiliga zurück. Im Sommer 2021 lief sein Vertrag in Mannheim aus, woraufhin er in die Regionalliga Südwest zum FC Gießen ging. Im Sommer 2022 wechselte er zum württembergischen Oberligisten SG Sonnenhof Großaspach. Nachdem er in der Hinrunde der Saison 2023/24 nur zu zwei Ligaeinsätzen gekommen war, löste er in der Winterpause seinen Vertrag auf und schloss sich kurz darauf dem württembergischen Verbandsligisten Türkspor Neckarsulm an. Im Sommer 2024 zog er zum Landesligisten SV Breuningsweiler weiter.